# Charlotte Perriand
Charlotte Perriand (París, 24 de octubre de  1903 -  27 de octubre de  1999) fue una arquitecta y diseñadora francesa. Desarrolló el diseño de los muebles de la casa moderna que dejan de entenderse como objetos autónomos y artísticos para pasar a ser artefactos funcionales vinculados a la estructura doméstica y fue una de las impulsoras de la arquitectura interior moderna. Trabajó en el estudio de Le Corbusier como responsable de mobiliario e interiores.

## Biografía
Nacida en París, hija de un sastre y una modista de alta costura. En 1920 se matriculó en la escuela de la Unión Central de Artes decorativas donde durante 5 años estudió diseño de muebles. Frustrada por el enfoque basado en la artesanía y el estilo Beaux-Arts defendido por la escuela, Perriand buscó inspiración en la estética de la máquina de los coches de motor y bicicletas que veía en las calles de París.
Se dio a conocer a los 24 años con su Bar bajo el techo de acero cromado y aluminio  anodizado que fue presentado en el Salón de otoño de 1927 con aclamación de la crítica. Poco después inició una andadura en común de más de diez años con Pierre Jeanneret y Le Corbusier, quedando al cargo del «equipamiento de la habitación» (entiéndase este último término como sinónimo de habitar). Conjuntamente presentaron en 1929 en el Salón de otoño : El equipamiento de la habitación: estanterías, sillas y mesas. En 1928 diseñó tres sillones para el estudio de Le Corbusier. Cada sillón tenía una base de acero tubular cromado: un sillón para conversación, el B301; un sillón para la relajación, LC2 Gran Confort; y un tercer sillón para dormir, la Chaise Longue B306. En 1929, junto con René Herbst y Pierre Chareau se convirtió en uno de los miembros fundadores de la  UAM  (Union des Artistes Modernes), presidida por Robert Mallet-Stevens. Mantuvo, igualmente, estrechos lazos con el taller de Jean Prouvé en Nancy, con el arquitecto Paul Nelson o el taller de Lagneau-Weill-Dimitrijevic (LWD).
A partir de los años 1940 su estilo se vio fuertemente influenciado por la estética oriental tras una estancia en Japón entre 1940 y 1942, donde entró en contacto con el movimiento Mingei.

## Conceptos y compromiso, en el equipo de Le Corbusier

### La UAM y el CIAM

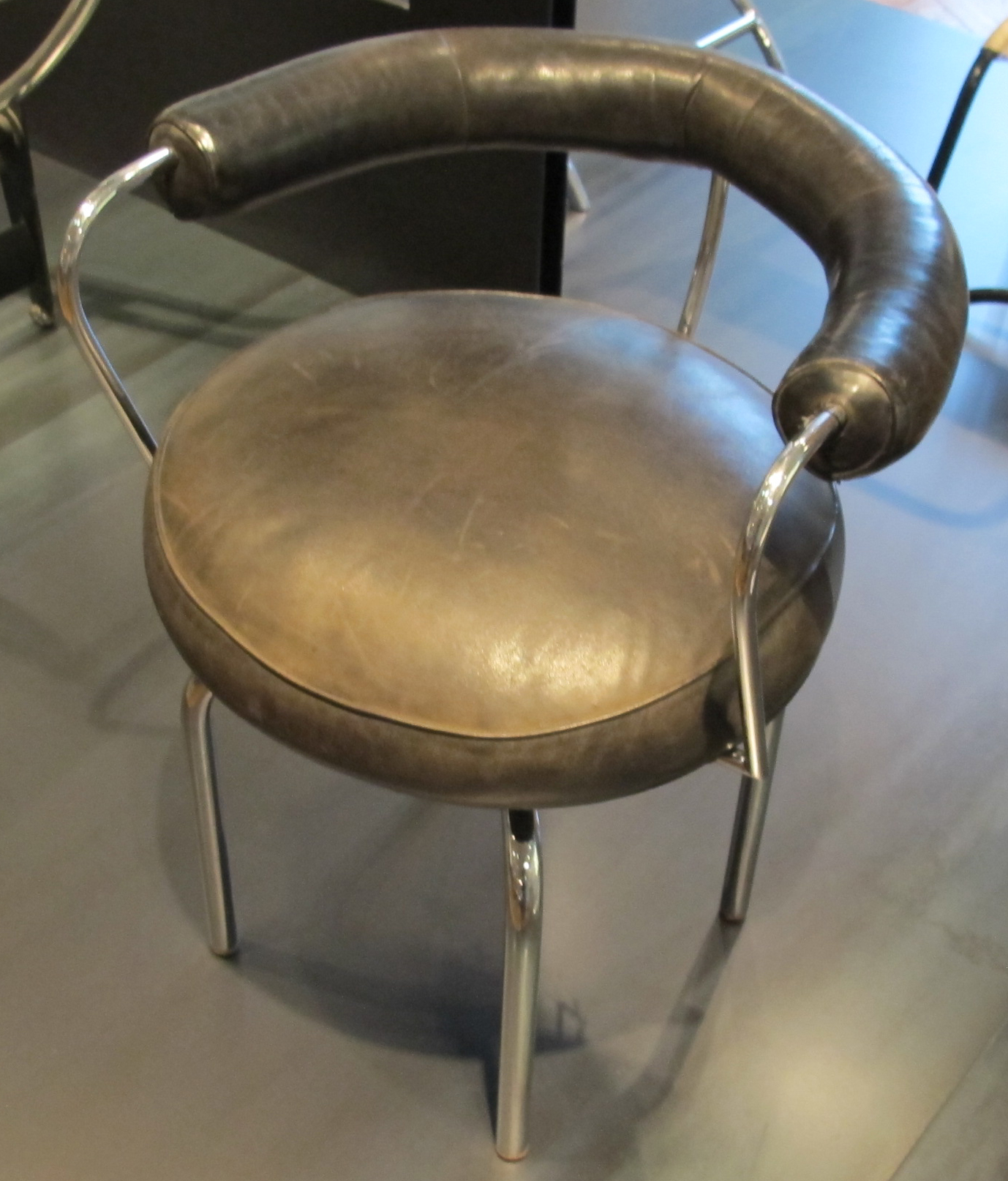
Siège pivotant (1927), Musée des Arts Décoratifs, Paris

En 1927 Charlotte Perriand se incorporó al estudio de Pierre Jeanneret y Le Corbusier, decidió romper con el academicismo arquitectónico para adoptar teorías que tuvieran en cuenta los materiales, la funcionalidad y los placeres del bienestar. Se interesó por la vivienda social, que fue uno de los temas más recurrentes, por su emergencia, en el periodo de entreguerras. En este periodo, para tenerse por arquitecto moderno era preciso implicarse decididamente en esta cuestión.
En 1929, guiada por un espíritu renovador dimitió del Salón de artistas decoradores y fundó junto con otros miembros la Union des Artistes Modernes, destacando Robert Mallet-Stevens. Este movimiento se propuso explorar las posibilidades de los nuevos materiales y técnicas para adaptarlas a una visión moderna y actualizada de las artes decorativas.
En noviembre de 1931, Le Corbusier firma un artículo de treinta páginas que contenía estudios y dibujos que apareció en el noveno número de la revista Plans. En él se presentó su trabajo en torno a una habitación mínima de 14 m² por habitante. Charlotte Perriand colaboró activamente en este estudio. Los 184 documentos originales fueron más tarde localizados en su archivo privado y no en el del estudio compartido. Ello lleva a pensar que es atribuible a ella gran parte de la autoría. Pero no será hasta la publicación de un libro en 1935 cuando su nombre aparezca como colaboradora.
En 1933, en el IV congreso de los CIAM, que tuvo lugar en Atenas, Le Corbusier expresó la voluntad de una treintena de arquitectos europeos, entre los que se encontraba Perriand, con estas palabras: "la necesidad de una concepción nueva de la arquitectura, que satisfaga las demandas materiales, sentimentales y espirituales de la vida actual".
En 1934 con motivo de un concurso organizado por Paul Breton y la revista Architecture d'Aujourd'hui, cuyo tema era «La casa individual, para una familia compuesta por los padres y tres hijos», los miembros de la UAM desvelaron el principio de la modulación. En 1935 fueron de nuevo solicitados con el fin de reflexionar sobre "una casa de fin de semana"; ésta debería poder acoger a unos padres con tres hijos y a dos invitados, todo ello con una estructura ligera y desmontable. Los proyectos más valorados serían expuestos en la "2ª Exposición sobre la habitación" de ese mismo año. Charlotte Perriand propuso una casa modulada hasta el extremo, tanto interior como exteriormente. Recurrió para ello al concepto de zonificación que había desarrollado junto con Le Corbusier para el Congreso CIAM de Bruselas. Éste consistía en el empleo de tabiques correderos con el fin de modelar la vivienda según las necesidades de los ocupantes.
La casa de fin de semana de Perriand era una especie de "tienda de campaña" hecha en madera y metal y elevada 50 cm sobre una plataforma. Estaba compuesta por varias celdas yuxtapuestas de 9 m², el número era variable, siempre dependiendo de las necesidades y del presupuesto. Recibió la segunda mención en este concurso.
Perriand desarrollaría en adelante proyectos de la misma índole, aplicando el concepto de la "prefabricación". Tal es el caso del Refugio Bivouac (1936-1937, ingeniero André Tournon), instalado en la ladera del Monte Joly, en Megève, Alta Saboya. Éste podía acoger a seis personas en 8 m², estaba compuesto por elementos prefabricados que se articulaban en torno a un armazón de tubos de aluminio ligeros pero robustos. Todo ellos se podían ensamblar en tan solo cuatro días. El equipamiento interior estaba pensado para que fuera muy compacto, fácilmente transportable, con una cuidada funcionalidad y ajustado económicamente. El mobiliario fue concebido antes que la arquitectura, lo cual fue novedoso en su tiempo, con el fin de que se integrase plenamente en el conjunto de la estructura. Estas innovaciones fueron desarrolladas junto con Jeanneret y Le Corbusier, a partir de los estudios para la celda de 14 m² en los que habían trabajado previamente.

### El compromiso político
Cuando los efectos de Gran Depresión llegaron a Francia, no pocos intelectuales y artistas se alzaron como "directores de conciencia".
Influenciada por sus convicciones políticas, Charlotte Perriand realizó para la Exposición Universal de 1935, en colaboración con René Herbst, Louis Sognot, le Corbusier y Pierre Jeanneret, La casa del hombre joven. El espacio se dividía en dos zonas, una para el espíritu y otra para el cuerpo. Le Corbusier estuvo al cargo de concebir la parte intelectual, René Herbst la sala de gimnasia. Aquí se situó variado instrumental deportivo, así como la Silla Sandow, obra del propio Herbst. Fernand Léger pintó un fresco para este espacio. Las zonas estaban separadas por un muro de red que retenía numerosos balones de baloncesto. Al otro lado se encontraba la sala de estudio, que se atribuye a Le Corbusier, Jeanneret y Perriand. Estaba dotada con mobiliario hecho a partir de materiales naturales, como un sillón en madera (fr: fauteuil en bois paillé) obra de Perriand. En una de las puertas de las estanterías se podía leer el Manifiesto a la gloria de París y el Plan Voisin de Le Corbusier. En una de las paredes Pierrand dibujó en tiza la planta de la vivienda acompañada de los nombres de sus creadores sin olvidar su afiliación a los CIAM y la UAM, como un signo de compromiso.
Movida por una creciente voluntad de compromiso, Charlotte Perriand participó en el Salón de las Artes Domésticas (fr: Arts Ménagers) de 1936. En aquel año, dicho evento estuvo más dedicado al mobiliario que a la decoración. Los participantes debían acondicionar un espacio reducido de 3 por 4 metros, que se correspondía con el tamaño de una vivienda protegida del momento (Habitation à Bon Marché, los actuales HLM, en sus siglas francesas). Charlotte propuso una sala de estar de presupuesto asequible donde ubicar mobiliario al alcance de los bolsillos de las clases medias golpeadas por la crisis. El espacio, abierto hacia una terraza, acoge una gran mesa de roble macizo para las comidas, así como dos sillones plegables y apilables merced a su diseño tubular (ideados por Thonet). André Hermant dispuso una práctica alacena, mientras que Jourdain y André Louis aportaron una pequeña mesa de fumador. En otra habitación Charlotte creó un fotomontaje titulado La gran miseria de París. En él se mostraba cómo la ciudad se extendía anárquicamente, al tiempo que se apreciaban las condiciones de vida de sus habitantes. Eran 16 metros compuestos de imágenes de los barrios acomodados, de la banlieue y de escenas de la vida cotidiana acompañadas de mensajes como "superpoblación, viviendas miserables, enfermedades", "el dinero existe", "trabajo para todos". Este acto plenamente político supuso su identificación pública con el comunismo.

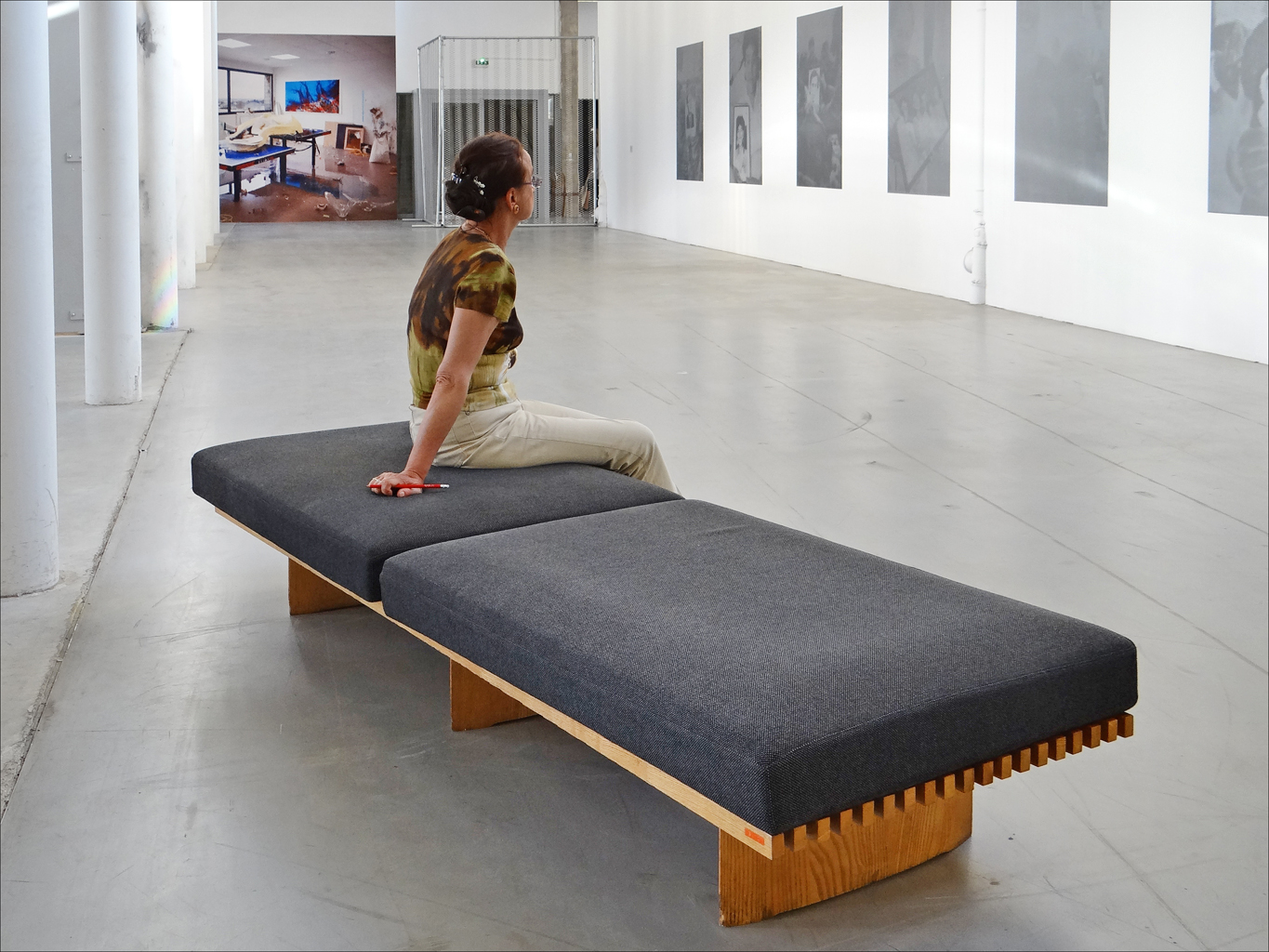
Banco creado para la exposición "La síntesis de las artes" organizada en Tokio (1955)

La llegada al poder del Frente Popular en 1936 trajo consigo la inmediata mejora de las condiciones laborales de los obreros con aumentos de salario, limitación de horario de trabajo y el derecho sindical, entre otros. Los obreros disfrutarían por vez primera de vacaciones pagadas en el verano de 1936. No sería casual, por tanto, que la revista Architecture d'Aujourd'hui organizase un concurso centrado en el ocio con motivo de la Exposición de la Vivienda, en el cual Charlotte Pierrand participaría.
En agosto de 1936 Georges Monnet, quien fuera Ministro de Agricultura, solicitó a Perriand que adecuase la sala de espera del Ministerio. Para ello usaría el mismo proceso que con La gran miseria de París, un "modo de expresión realista, accesible, comprensible y eficaz". En esta ocasión realizó un fotomontaje titulado El oficio del trigo, el cual trataba sobre el mundo agrícola de un modo temático. Dedicó uno de los tres tabiques a las duras condiciones de trabajo de los campesinos, y frente al mismo volvió al tema del progreso técnico. Ambos estaban enlazados por diversos diagramas de la producción agrícola y mapas de Francia. De este modo, abordó esta obra con una óptica pedagógica con el fin de demostrar al público todo el interés puesto por el gobierno en la política agrícola.
Perriand continuará su colaboración con el Ministerio de Agricultura con motivo de la Exposición Internacional de París de 1937, que estaba centrada en las «artes y técnicas de la vida moderna». De forma conjunta con Fernand Léger realizaba el Pabellón de la Agricultura. De nuevo recurría al fotomontaje para ilustrar la política agrícola del Frente Popular, esta vez colocado sobre paneles de madera que daban forma al pabellón. Los mensajes expresaban los objetivos del gobierno y las expectativas de la población.
Al mismo tiempo fue maestro de obra del Pabellón de los Tiempos Modernos, ideado por Le Corbusier como un "museo para la educación popular" donde, bajo una inmensa carpa portátil de 31 por 35 m, se mostraban las posibilidades y bondades del nuevo urbanismo. Múltiples artistas pertenecientes a los CIAM ilustraron las quince temáticas de las que se componía el espacio. Fue para ellos la ocasión ideal para reafirmarse como "directores de conciencias", sin olvidar la puesta en valor de su obra. Sin embargo, Perriand se vio obligada a ceder la dirección de obra a André Masson debido a dificultades relacionadas con la ambición del proyecto, así como a problemas económicos, ideológicos y humanos. Esto significó su ruptura definitiva con el estudio de Le Corbusier.

## Japón

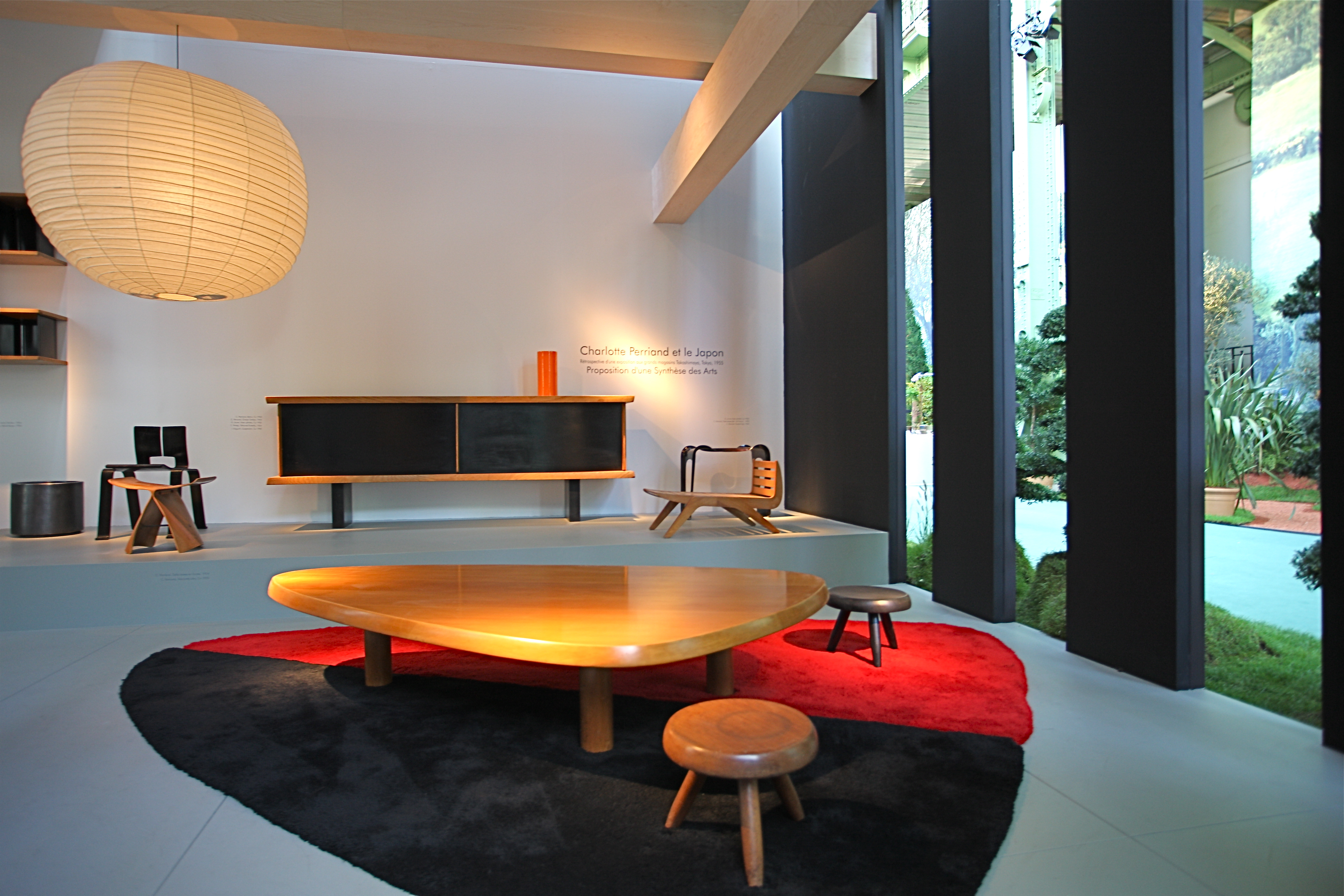
Mesa y sillas, Grand Palais, 2008

Charlotte Perriand permaneció en Japón entre el otoño de 1940 y el invierno de 1942. Allí ocupó el cargo de asesor artístico para el Ministerio de Comercio e Industria. La invitación le llegó por medio de Junzo Sakakura, con quien trabajó en el estudio de Le Corbusier entre 1931 y 1936.
Perriand dio en Japón una serie de conferencias sobre las artes decorativas y visitó talleres y escuelas. Organizó una exposición titulada «Selección-Tradición-Creación» que tuvo lugar entre marzo y mayo de 1941 en los locales comerciales de Takashimaya en Tokio y Osaka. Su influencia sobre el diseño japonés es palpable tras la Segunda Guerra Mundial, particularmente en la obra de Sōri Yanagi, Daisaku Choh o Kazuo Shinohara.
Al inicio de la Segunda Guerra Mundial, cuando Japón se alió con Alemania, decidió volver a París sin éxito a causa del bloqueo naval y se quedó exiliada 4 años en Vietnam. En su experiencia asiática desarrolló trabajos con bambú, de los cuales nació una reinterpretación de la LC-4, la Tokio Chaise Longue.

## Entre 1950 y 1990
Entre 1967 y 1986 Charlotte Perriand participó en la concepción de la estación de alta montaña de Les Arcs, en el departamento de Saboya, tanto en su arquitectura como en el acondicionamiento interior.
En 1993 creó el Espacio Té para la UNESCO, inspirado en los pabellones de té japoneses.
La firma Cassina reeditó parte de su mobilario a partir de 2004.

## Cronología
- 1928 : Acondiciona el interior de la villa Churc en Ville-d'Avray y de la villa La Roche en París (arquitectos: Le Corbusier y Pierre Jeanneret)
- 1930-1932 : Equipa las habitaciones para los estudiantes y el vestíbulo-biblioteca del Pabellón Suizo en la Ciudad Universitaria de París (arquitectos: Le Corbusier y Pierre Jeanneret)
- 1932 : Acondiciona los barracones, comedores, cocinas y guarderías de la Ciudad del Refugio del Ejército de Salvación (arquitectos: Le Corbusier y Pierre Jeanneret)
- 1933 : Participa en la obra del Centro-Soyuz en Moscú, URSS (arquitectos: Le Corbusier y Pierre Jeanneret)
- 1936 : Realiza el fotomontaje La Gran Miseria de París. Realiza un segundo montaje bajo el título El ficio del trigo en la sala de espera del Ministerio de Agricultura.
- 1937 : Fotomontaje con el programa del Frente Popular.
- 1938 : Acondionamiento de un hotel en Saint-Nicolas de Véroce (Alta Saboya).
- 1939 : Trabaja en el acondicionamiento de un hotel para la estación de deportes de invierno en Méribel-les-Allues (arquitecto: Henri-Jacques Le Même).
- 1943-1946 : Realiza un pabellón para la exposición de artesanía en Hanói, entonces Indochina Francesa.
- 1946-1948 : Trabaja en la arquitectura interior de los primeros edificios de la estación de deportes de invierio en Méribel-les-Allues. Allí crearía numerosos muebles (arquitectos: Paul Grillo, Christian Durupt, asistido por André Detour).
- 1946-1948 : Lleva a cabo junto con Pierre Jeanneret mobiliario económico en madera, producido entre 1946 y 1951 por la Sociedad para el Equipamiento de la Casa, más tarde por el BCB.
- 1946-1956 : Mobiliario del Hospital Memorial franco-americano de Saint-Lô, junto a Paul Nelson.
- 1952 : Concibe el acondicionamiento interior de la Ciudad Universitaria Internacional de París para la Casa de Túnez (arquitecto: Juan Sebag) y la Casa de México (arquitectos: Jorge y Roberto Medellín).
- 1952 : Prototipo de cocina-bar para la Ville Radieuse de Marsella, junto con Le Corbusier.
- 1954 : Acondicionamiento interior del Hotel de Francia en Guinea, junto con Jean Prouvé y el Taller LWD.
- 1957 : Acondiciona las oficinas de Air France en Londres (arquitecto: Peter Bradock) así como la Casa del Sahara (arquitectos: Guy Lagneau y Michel Weil).
- 1958 : Prototipo de la Casa del Sahara para el Salón de Artes Domésticas frente al Grand Palais de París (destruido), junto con Jean Prouvé y el Taller LWD.
- 1960-1961 : Realiza su chalet en Méribel-les-Allues, en Saboya.
- 1967-1988 : Dirige hasta 1982 un estudio de arquitectos centrado en la construcción de la estación de invierno en Les Arcs, acondicionando ella la mayor parte de los edificios.
- 1993 : Concibe una casa del té en el marco de un programa para el "diálogo entre culturas" coordinado por Hiroshi Teshigahara para la UNESCO.
- 1999 : Visitó la escuela de Formación Profesional que lleva su nombre en Genech, Departamento del Norte. Allí aprendió oficios relacionados con la madera, fundamentalmente.

## Vida personal
Perriand se casó dos veces. La primera en 1926, un año después de graduarse y se divorcia en 1930. Su segundo matrimonio se celebró durante su exilio en Vietnam, se casó con Jacques Martin, allí también nació su hija Pernette.